# إيولاليا غوزمان
إيولاليا غوزمان (بالإسبانية: Eulalia Guzmán)‏ هي عالمة آثار مكسيكية، ولدت في 12 فبراير 1890، وتوفيت في 1985 في مدينة مكسيكو في المكسيك.